# Lão Xá
Lão Xá (tiếng Trung: 老舍, 3 tháng 2 năm 1899 - 24 tháng 8 năm 1966), nguyên danh Thư Khánh Xuân (舒慶春), tự Xá Dư (舍予) là một văn sĩ Trung Hoa.

## Tiểu sử
Lão Xá sinh ngày 3 tháng 2 năm 1899 tại Bắc Kinh trong một gia đình nghèo thuộc Mãn Châu Chính Hồng kỳ. Năm 1913, ông vào học tại trường học số 3 Bắc Kinh (nay là Trung học số 3 Bắc Kinh), nhưng vài tháng sau, do những khó khăn tài chính, ông đã phải bỏ trường này. Ông được nhận vào Học viện Sư phạm Bắc Kinh và tốt nghiệp 5 năm sau đó.
Trong khoảng thời gian từ năm 1918 đến 1924, ông làm giám thị và giáo viên tại một số trường tiểu học tại Bắc Kinh và Thiên Tân. Năm 1919, phong trào Ngũ Tứ của công nhân nổ ra, nó đã gây cho ông ấn tượng mạnh và ảnh hưởng tới quyết định theo đuổi việc viết văn của ông.
Từ năm 1924 đến 1929, ông làm giảng viên Hán ngữ tại khoa Đông phương học của trường Đại học London. Trong khoảng thời gian này, ông đọc nhiều tác phẩm văn học Anh và bắt đầu sáng tác. Cuốn tiểu thuyết mang tên Nhị Mã mà ông hoàn thành sau đó được dựa trên khoảng thời gian này.
Mùa hè năm 1929, ông rời Anh đi Singapore, tiếp tục làm công việc giảng dạy trong trường Trung học Hoa Kiều. Năm 1930, ông trở về Trung Quốc và từ đó đến năm 1937, ông giảng dạy tại nhiều trường đại học như Đại học Tề Lỗ và Đại học Sơn Đông. Trong Chiến tranh thế giới thứ hai, Lão Xá tham gia lãnh đạo phong trào văn sĩ Trung Quốc kháng Nhật. Sau đó, khi nước Cộng hoà Nhân dân Trung Hoa được thành lập năm 1949, ông giữ chức phó chủ tịch Hội nhà văn Trung Quốc.
Trong thời Văn Cách, như nhiều trí thức khác, Lão Xá cũng phải trải qua nhiều hình thức ngược đãi về cả thể chất và tinh thần. Ngày 24 tháng 8 năm 1966, ông đã trầm mình tại hồ Thái Bình, để lại 4 người con, 1 trai và 3 gái.

## Tác phẩm
Lão Xá viết nhiều tiểu thuyết về đề tài học sinh, trí thức và thị dân, nhất là về cuộc sống ở Bắc Kinh. Tác phẩm tiêu biểu của ông bao gồm các tiểu thuyết Lạc đà tường tử, Tứ đại đồng đường, Miêu thành ký và vở kịch Trà quán.